# Desmostachya bipinnata
Desmostachya bipinnata, es una hierba perenne del Viejo Mundo, conocida desde antiguo por sus usos medicinales y religiosos. En India y en antiguos textos sánscritos es conocida como hierba kusha; en Irak, como jilda; y en Egipto y las regiones árabes, como halfa.

## Distribución
Desmostachya bipinnata es nativa del noreste y oeste tropical; en África del norte (Argelia, Chad, Egipto, Eritrea, Etiopía, Libia, Mauritania, Somalia, Sudán, y Túnez); y países de Oriente Medio, y del Asia templada y tropical (Afganistán, China, India, Irán, Irak, Israel, Myanmar, Nepal, Pakistán, Arabia Saudí, Tailandia).

## Usos

### Medicinal
En medicina tradicional, Desmostachya bipinnata ha sido utilizado para tratar la disentería y la menorragia, así como diurético.

### Religiosos
Desmostachya bipinnata ha sido usada en distintas tradiciones como planta sagrada. Según tradiciones budistas tempranas, fue el material que utilizó Buddha para fabricar su asiento de meditación para alcanzar la iluminación. La planta es mencionada en el Rig Veda como parte de ceremonias sagradas y como asiento para sacerdotes y dioses. La hierba kusha recomendada específicamente por Krishna en el Bhagavad Gita como el asiento ideal para la meditación.

### Otros
En regiones áridas, la Desmostachya bipinnata ha sido utilizada como forraje para ganado.

## Maleza
En agricultura, Desmostachya bipinnata es un maleza encontrada en cultivos de trigo.